# Rosoboronexport
Rosoboronexport (ros. AO Рособоронэкспорт) – jedyny oficjalny państwowy pośrednik Rosji w zakresie wywozu i przywozu produktów, technologii i usług wojskowych oraz produktów, technologii i usług podwójnego zastosowania.
Rosoboronexport jest spółką zależną firmy Rostech, państwowego przedsiębiorstwa, które nadzoruje badania i rozwój technologii wojskowych i posiada kilka zakładów produkcyjnych, które odgrywają zasadniczą rolę we wdrażaniu tych technologii na polu bitwy.
W latach 2000–2020 Rosoboronexport sprzedał klientom zagranicznym broń o wartości 180 mld USD.
Decyzją z dnia 15 marca 2022 r. Rada Unii Europejskiej nałożyła na Rosoboronexport sankcje w związku z wojną rosyjsko-ukraińską.